# NGC 3340
NGC 3340 est une galaxie spirale située dans la constellation du Sextant. Sa vitesse par rapport au fond diffus cosmologique est de 5 841 ± 26 km/s, ce qui correspond à une distance de Hubble de 86,1 ± 6,0 Mpc (∼281 millions d'al). Elle a été découverte par l'astronome allemand Albert Marth en 1865.

## Caractéristiques
Sa vitesse par rapport au fond diffus cosmologique est de 5 841 ± 26 km/s, ce qui correspond à une distance de Hubble de 86,1 ± 6,0 Mpc (∼281 millions d'al).
À ce jour, une mesure non basée sur le décalage vers le rouge (redshift) donne une distance d'environ 54,100 Mpc (∼176 millions d'al). Cette valeur est loin à l'extérieur des valeurs de la distance de Hubble. Notons que c'est avec la valeur moyenne des mesures indépendantes, lorsqu'elles existent, que la base de données NASA/IPAC calcule le diamètre d'une galaxie et qu'en conséquence le diamètre de NGC 3340 pourrait être d'environ 30,1 kpc (∼98 200 al) si on utilisait la distance de Hubble pour le calculer.
La classe de luminosité de NGC 3340 est II-III et elle présente une large raie HI.
Note : la base de données Simbad, qui contient par ailleurs plusieurs erreurs d'identification, indique que NGC 3340 et NGC 3339 sont une seule et même galaxie.

## Groupe de MCG 0-27-5
NGC 3340 fait partie du groupe de MCG 0-27-5 qui compte au moins 13 galaxies, dont IC 624, IC 632, IC 633, IC 653, NGC 3243 et  NGC 3325.